# Montignoso
Montignoso és un comune (municipi) de la província de Massa i Carrara, a la regió italiana de la Toscana, situat a uns 90 quilòmetres al nord-oest de Florència i a uns 3 quilòmetres al sud-est de Massa, a la Lunigiana. A 1 de gener de 2019 la seva població era de 10.298 habitants.
Montignoso limita amb els següents municipis: Forte dei Marmi, Massa, Pietrasanta i Seravezza.